# Holsbeek
Holsbeek ist eine belgische Gemeinde in der Provinz Flämisch-Brabant. Sie besteht aus den vier Teilgemeinden Holsbeek, Kortrijk-Dutsel, Nieuwrode und Sint-Pieters-Rode.

## Namensherkunft
Holsbeek wurde im Jahre 874 erstmals erwähnt, damals unter dem Namen Hulisbach. Die heutige Schreibweise ist erst seit 1760 gebräuchlich. Der Name setzt sich zusammen aus Hols, was von Hulst abstammt und die niederländische Bezeichnung für eine Stechpalme ist, und Beek, was so viel wie Bach bedeutet.

## Sehenswürdigkeiten
- Schloss Horst, ein gut erhaltenes Schloss aus dem 15. bis 17. Jahrhundert mit traditionellem Burggraben

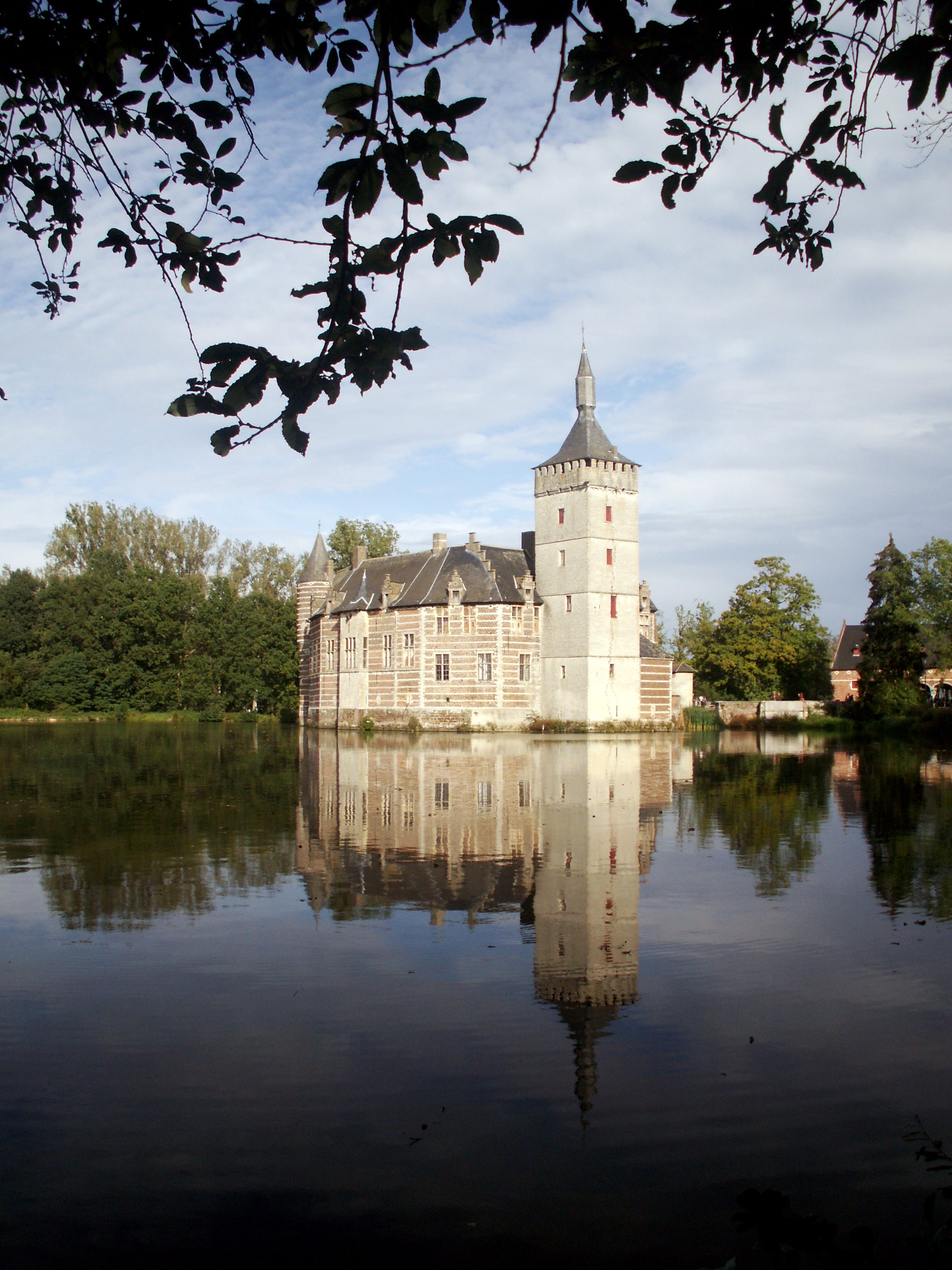
Schloss Horst